# Böyük Əmili
Böyük Əmili är en ort i Azerbajdzjan.   Den ligger i distriktet Qəbələ, i den centrala delen av landet, 190 km väster om huvudstaden Baku. Böyük Əmili ligger 389 meter över havet och antalet invånare är 1 128.
Terrängen runt Böyük Əmili är varierad. Närmaste större samhälle är Nic, 10,9 km nordväst om Böyük Əmili.
Trakten runt Böyük Əmili består till största delen av jordbruksmark. Runt Böyük Əmili är det ganska tätbefolkat, med 58 invånare per kvadratkilometer.